# Paulus von Stolzmann
Rienzi Paulus Eugen von Stolzmann (* 18. August 1901 in Straßburg, Deutsches Reich; † 27. August 1989 in Reinbek) war ein deutscher Diplomat in der Zeit des Nationalsozialismus und in der Bundesrepublik sowie Geschäftsführer des Goetheinstituts.

## Familie
Paulus von Stolzmann war der Sohn des gleichnamigen Generals Paulus von Stolzmann und Mathilde Bühring. 1937 heiratete er Anna Christine Frieda Jutta von Hase, die Tochter des Oberst der Landespolizei sowie Oberstleutnants Karl Paul Rudolf Günther von Hase und Ina Karola Wilhelmina Auguste Ottilie Anna, geb. Hicketier, welche gleichzeitig die Schwester seines engen und langjährigen Freundes Karl-Günther von Hase und Nichte des Generalleutnants Paul von Hase war. Das Ehepaar lebte nach einem langen Aufenthalt in Bonn von 1970 bis 1989 bis zu Stolzmanns Tod in einer Villa in Reinbek. Aus der Ehe gingen vier Kinder hervor: Uta, Reinhart, Rüdiger und Rochus. Paulus von Stolzmann war der Großvater des Film- und Theaterschauspielers Claudius von Stolzmann und der Onkel des Regisseurs Peter Stein.

## Leben
Nach seinem 1916 mit 16 Jahren bestandenen Abitur begann von Stolzmann bis 1919 an der Eberhard Karls Universität Tübingen Rechtswissenschaft zu studieren. 1920 wurde er im Corps Suevia Tübingen recipiert. Nach dem dreijährigen Studium ging er an die Diplomatische Akademie Wien und trat kurz später in den Diplomatischen Dienst des AA ein. Seine ersten Posten als Attaché führten ihn an die Deutsche Botschaft in Istanbul, Kaunas, Belgrad, Riga.
Laut Braunbuch und seinen Personalakten im Auswärtigen Amt war von Stolzmann am 1. November 1933 in die Nationalsozialistische Deutsche Arbeiterpartei eingetreten. Als Gesandtschaftsrat an der Deutschen Botschaft Washington, D.C. leitete er im November 1938 kommissarisch das Generalkonsulat in Chicago. 1940 war er an der Umsiedlung der Deutsch-Balten beteiligt. Im Jahr 1944 war er in Berlin als Legationsrat I. Klasse in der Verbindungsstelle des Beauftragten für das Informationswesen eingesetzt. Dort war er als Mitarbeiter von Horst Wagner und Karl Megerle auch in der „Antijüdischen Aktionsstelle“ tätig. Am 20. April 1944 wurde er zum Vortragenden Legationsrat befördert und in Paris beim Generalstab des Generalfeldmarschall Gerd von Rundstedt eingesetzt. Bei Zurücknahme dieses Stabes, nach der bedingungslosen Kapitulation der Wehrmacht, geriet von Stolzmann, von Mai 1945 bis Juni 1946, in US-amerikanische Internierung.
1951 trat er wieder in den Auswärtigen Dienst ein. Im Dienst der Bundesrepublik war unter anderem er als Botschafter in Äthiopien, Uruguay, Bolivien und dann bis 1964 im Großherzogtum Luxemburg. Paulus von Stolzmann setzte sich 1966 in Italien zur Ruhe und wurde bis 1971 Leiter des Goetheinstituts in Neapel. Der Spiegel berichtete im Jahr 1970, dass in seinem Institut Literatur von Günter Grass nicht gelesen werde, da so etwas nach Aussage Stolzmanns keine Literatur sei.

## Ehrungen
- Verdienstorden der Bundesrepublik Deutschland